# Jean-François Cars

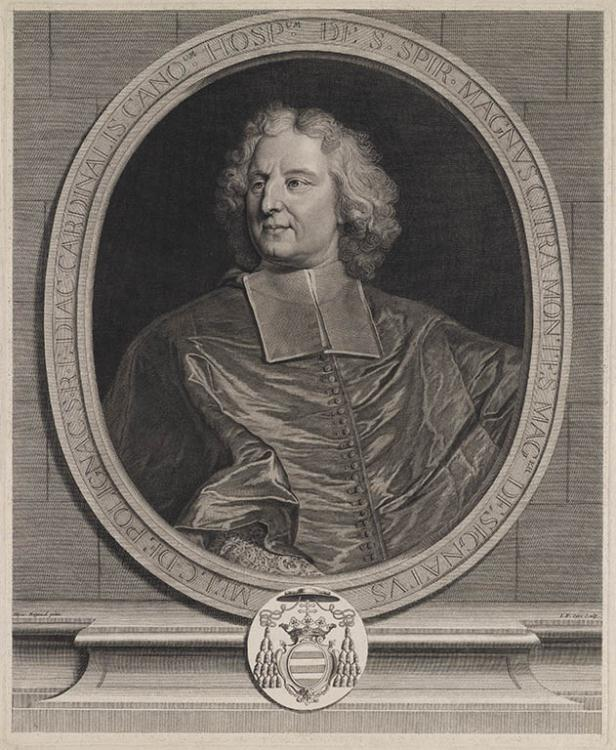
El cardenal Melchior de Polignac, grabado a buril realizado por Jean-François Cars copiando un retrato pintado por Rigaud.

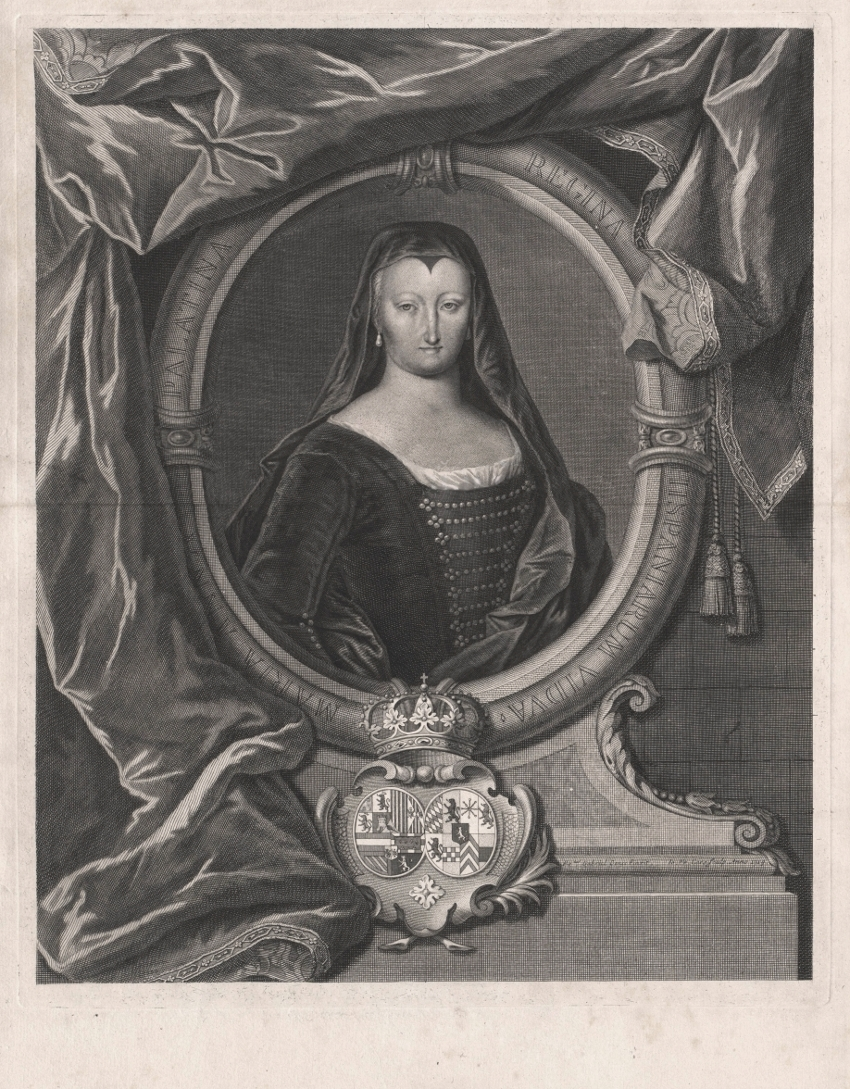
Retrato de Mariana de Neoburgo, grabado en 1719 por Cars según un cuadro de Robert Gabriel Gence (estampación conservada en el Palacio de Versalles).

Jean-François Cars (Lyon, 16 de octubre de 1661-París, 30 de agosto de 1738) fue un creador y editor francés de grabados, miembro de una saga de artistas que se consagraron a este medio artístico. Su padre François el Viejo fue también grabador y su hijo Laurent Cars sería uno de los grandes maestros del grabado francés de todo el siglo XVIII.

## Biografía
Jean-François nació en Lyon, hijo de François Cars I (o el Viejo), un artífice parisino que se había instalado en Lyon junto con su hermano Gabriel; ambos eran grabadores. La saga Cars contó con diversos grabadores; los ya citados así como François II y Joseph, hermanos de Jean-François. El grabador más célebre y dotado de los Cars sería otro: Laurent, hijo de Jean-François. 
Este se instruyó en el arte del grabado a buril con su padre, y con los artistas locales Pierre Husson y Chabrilland. 
Los primeros grabados que se conocen de Jean-François son de 1693; son ilustraciones para libros publicados en Lyon. En octubre de 1695, el artista contrajo matrimonio con la parisina Marie Barbery, con quien tuvo siete hijos; entre ellos, el futuro grabador Laurent Cars, y Agathe, la cual se casaría con Gabriel-François Quillau, impresor del rey. 
La carrera de Jean-François se afianzó gradualmente. En 1698 se emancipó de su padre, mudándose con su esposa e hijos de la casa paterna a otra vivienda en Lyon, y luego poseyó sus propias prensas para imprimir. Aleccionó a diversos grabadores locales, como Claude Séraucourt, así como a su hermano François II. 
A principios del nuevo siglo, Jean-François Cars se instaló en París; consta que abrió un local en la capital en 1702, pero se sabe que su último hijo nació en 1704 en Lyon, lo que atestigua que la familia alternó ambos domicilios y mantuvo imprentas abiertas en ambas ciudades. En París, ocupó desde 1712 una vivienda en alquiler en la calle Saint-Jacques, en el Barrio Latino, y los negocios le fueron tan bien, que pudo adquirirla en propiedad ocho años después. 
En uno de los talleres parisinos de Cars se formaron artistas célebres, como François Boucher y el pastelista Jean-Baptiste Perronneau. A medida que fue envejeciendo y perdiendo facultades, Cars dejó de grabar y se volcó en imprimir y vender grabados de otros artistas. En 1730, pocos años antes de morir, poseía seis prensas.

## Obra
Jean-François Cars produjo mayormente grabados de retratos, basándose en pinturas y bocetos de otros artistas, como Hyacinthe Rigaud. Grabó un retrato de Luis XIV así como otro de la exreina de España Mariana de Neoburgo, que vivía exiliada en Bayona. Para este trabajo se basó en una pintura de Robert Gabriel Gence. La matriz de cobre de este grabado se conserva en el Museo del Prado de Madrid, donde ingresó por donación en 2022 . También plasmó en grabado a muchos personajes de la Iglesia francesa: cardenales, arzobispos...